# Simolap
Simolap is een bestuurslaag in het regentschap Karo van de provincie Noord-Sumatra, Indonesië. Simolap telt 319 inwoners (volkstelling 2010).